# Nitrenium

Struktura nitreniového iontu

Nitreniový ion (také se používají označení aminyliový ion a imidoniový ion) je dusíkatý reaktivní meziprodukt obsahující jak volný elektronový pár, tak i kladný náboj, na nějž jsou navázány dva substituenty (R2N+).
Nitreniové ionty jsou izoelektronické s karbeny a mohou se vyskytovat v singletových i tripletových stavech. Základní nitreniový ion, NH +
2  je v základním stavu tripletový a rozdíl energie k nejnižšímu singletovému stavu činí 130 kJ/mol. Většina arylnitreniových iontů je ovšem v základním stavu singletových. i když mohou být základní stavy některých substituovaných arylnitreniových iontů tripletové. Nitreniové ionty ve vodě přetrvávají mikrosekundy, někdy i déle.
Arylnitreniové ionty se účastní některých procesů vedoucích k poškození DNA. Vznikají in vivo oxidacemi arylaminů. Regiochemie a energie reakcí fenylnitreniového iontu s guaninem byly prozkoumány s využitím teorie funkcionálu hustoty.
Nitreniové sloučeniny se využívají jako meziprodukty některých organických reakcí.
Připravují se obvykle heterolýzou vazeb N–X (X = N, O, halogen), například zahříváním chloraminů se stříbrnými solemi či aktivováním arylhydroxylaminů nebo arylazidů Brønstedovými či Lewisovými kyselinami.
Jednou z reakcí, které pravděpodobně probíhají přes arylnitreniové meziprodukty, je Bambergerův přesmyk.
Tyto ionty mohou rovněž sloužit jako elektrofily v elektrofilních aromatických substitucích.